# Untermalung

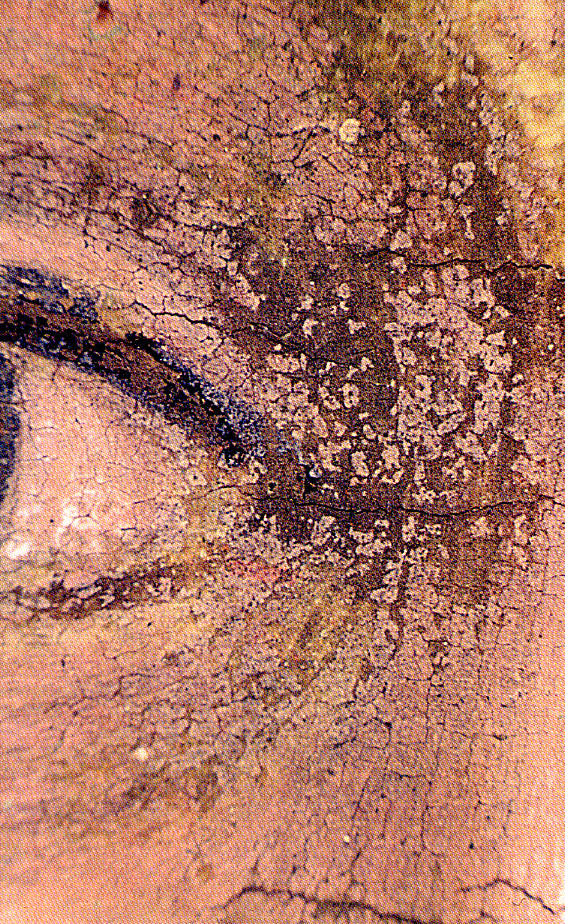
Durch die Beschädigung der obersten Farbschicht wird die darunter liegende dunkle Untermalung sichtbar.

Als Untermalung bezeichnet man in der Bildenden Kunst die nicht unmittelbar sichtbaren, unter der obersten Farbschicht liegenden Farblagen einer Malschicht. Beim »altmeisterlichen« schichtenweisen Gemäldeaufbau wird das Aussehen der abschließenden Farbschicht, und damit das Erscheinungsbild eines Gemäldes, weitgehend auch durch die Untermalung bestimmt.
Untermalungen wurden sowohl monochrom als auch farbig ausgeführt.
Während die Untermalung formgebend unter der abschließenden Farbschicht liegt, liegt die ebenfalls die Farbwirkung beeinflussende Imprimitur als einfarbiger Farbauftrag auf der gesamten Grundierung.
Untermalungen findet man von der Malerei des Mittelalters bis ins 19. Jahrhundert, d. h. solange der Gemäldeaufbau mehrschichtig erfolgte. In der modernen Malerei spielt die Untermalung nur noch selten eine Rolle, da sie, bedingt durch die notwendigen Trockenzeiten, für ein rasches und impulsives Arbeiten nicht geeignet ist.
Malerei, die ohne Untermalungen und Lasuren in einer Schicht ausgeführt wird, nennt man Primamalerei oder auch alla prima.